# Hill (månkrater)
För andra betydelser, se Hill.
Hill är en nedslagskrater på månen. Hill har fått sitt namn efter den amerikanske astronomen George William Hill.